# Tahir Gülec
Tahir Gülec (* 25. Februar 1993 in Nürnberg; international: Tahir Güleç) ist ein deutscher Taekwondoin.
Bei den Weltmeisterschaften 2013 im mexikanischen Puebla wurde er durch einen 8:7-Sieg im Finale gegen den Mexikaner Rene Lizarraga Valenzuela Weltmeister in der Gewichtsklasse bis 80 Kilogramm. Zwei Jahre später gewann er bei den Weltmeisterschaften 2015 im russischen Tscheljabinsk eine Bronzemedaille, nachdem er im Halbfinale Mahdi Khodabakhshi mit 6:8 unterlag.
2016 nahm er an den Taekwondo-Wettbewerben bei den Olympischen Sommerspielen in Rio de Janeiro teil. Dort erreichte er das Viertelfinale, verlor in diesem jedoch gegen Cheick Sallah Cissé aus der Elfenbeinküste. Weil dieser später ins Finale einzog, konnte Gülec noch in der Hoffnungsrunde um den Einzug in den Kampf um Bronze kämpfen. In der Hoffnungsrunde unterlag er dem Polen Piotr Paziński.
Seine Schwester Rabia Bachmann ist ebenfalls Taekwondoin.